# دومنیکو مکولی
دومنیکو مکولی (ایتالیایی: Domenico Meccoli؛ ۴ ژانویهٔ ۱۹۱۳ – ۲۱ نوامبر ۱۹۸۳) منتقد فیلم، روزنامه‌نگار، فیلم‌نامه‌نویس و بازیگر اهل ایتالیا بود. او بین سال‌های ۱۹۳۹ تا ۱۹۵۴ برای نه فیلم فیلمنامه نوشت. او عضو هیئت داوران در شانزدهمین جشنواره بین‌المللی فیلم ونیز در سال ۱۹۵۵، جشنواره فیلم کن ۱۹۵۶ در سال ۱۹۵۶ و هجدهمین جشنواره بین‌المللی فیلم برلین در سال ۱۹۶۸ بود. همچنین در سال‌های ۱۹۶۱ و ۱۹۶۲ به عنوان مدیر هنری جشنواره فیلم ونیز فعالیت کرد.
از فیلم‌ها یا مجموعه‌های تلویزیونی که وی در آن‌ها نقش داشته‌است، می‌توان به فردا هم روز خداست اشاره نمود.